# Špadići
Špadići (en italien : Spada) est une localité de Croatie située en Istrie, dans la municipalité de Poreč, dans le comitat d'Istrie.